# Richard Petty

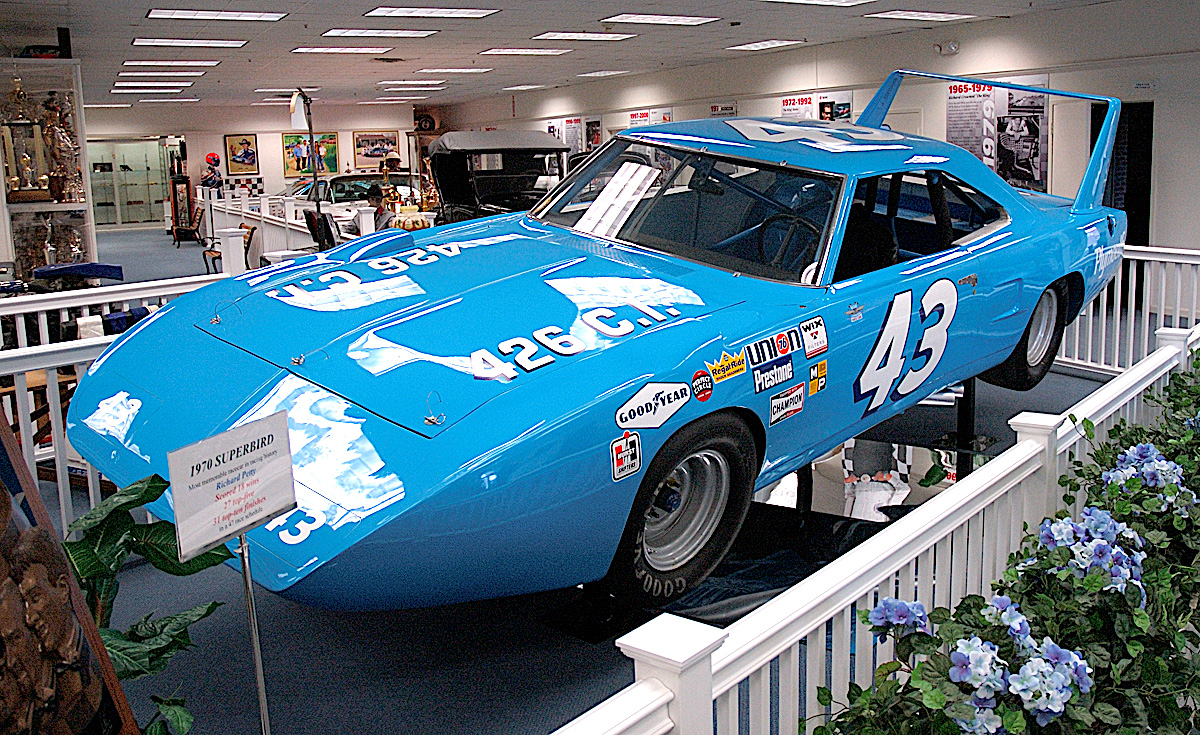
Richard Pettys Plymouth Superbird

Richard Lee Petty, (även känd som The King) född 2 juli 1937 i Level Cross i North Carolina, är en amerikansk före detta racerförare och sedan 2009 delägare i Richard Petty Motorsports efter ett sammangående mellan Gillett Evernham Motorsports och Petty Enterprises. Han är den mest vinstrika föraren i Nascar:s historia med 200 cup-segrar. Han är son till Lee Petty, och far till racerföraren Kyle Petty.

## Racingkarriär
Petty körde sitt första Nascar-lopp 1958. Han tävlade sedermera i Nascar Grand National och Winston Cup Series och vann mästerskapet sju gånger. Hans bilar hade startnumret 43, och han körde för familjens team Petty Enterprises under alla sina titelsäsonger. Efter att ha avslutat sin karriär 1992, kunde han summera en karriär, som gav honom 200 segrar, ett snudd på oslagbart rekord i serien.
År 1992 tilldelades han Frihetsmedaljen, USA:s förnämsta civila utmärkelse, av president George H.W. Bush och blev 1997 invald i International Motorsports Hall of Fame och 2010 invald i Nascar Hall of Fame.